# Vierraden
Vierraden (pol. Koła) – dawne miasto, obecnie dzielnica miasta Schwedt/Oder.

## Historia
Najstarsza wzmianka o miejscowości pochodzi z 1265. Leży na terenie dawnej Marchii Wkrzańskiej, wraz z którą w różnych okresach przynależała do księstwa pomorskiego lub Marchii Brandenburskiej. W latach 1515–2003 samodzielne miasto. W latach 1949–1990 w granicach NRD.

## Zabytki
- Pozostałości zamku z XIII w.
- Ratusz
- Młyn
- Kościół św. Krzyża z 1788 r. (od 1945 w ruinie)
- Dom handlowy
- Domy i kamieniczki
- Zabudowania dawnej fabryki tytoniu
- Cmentarz żydowski

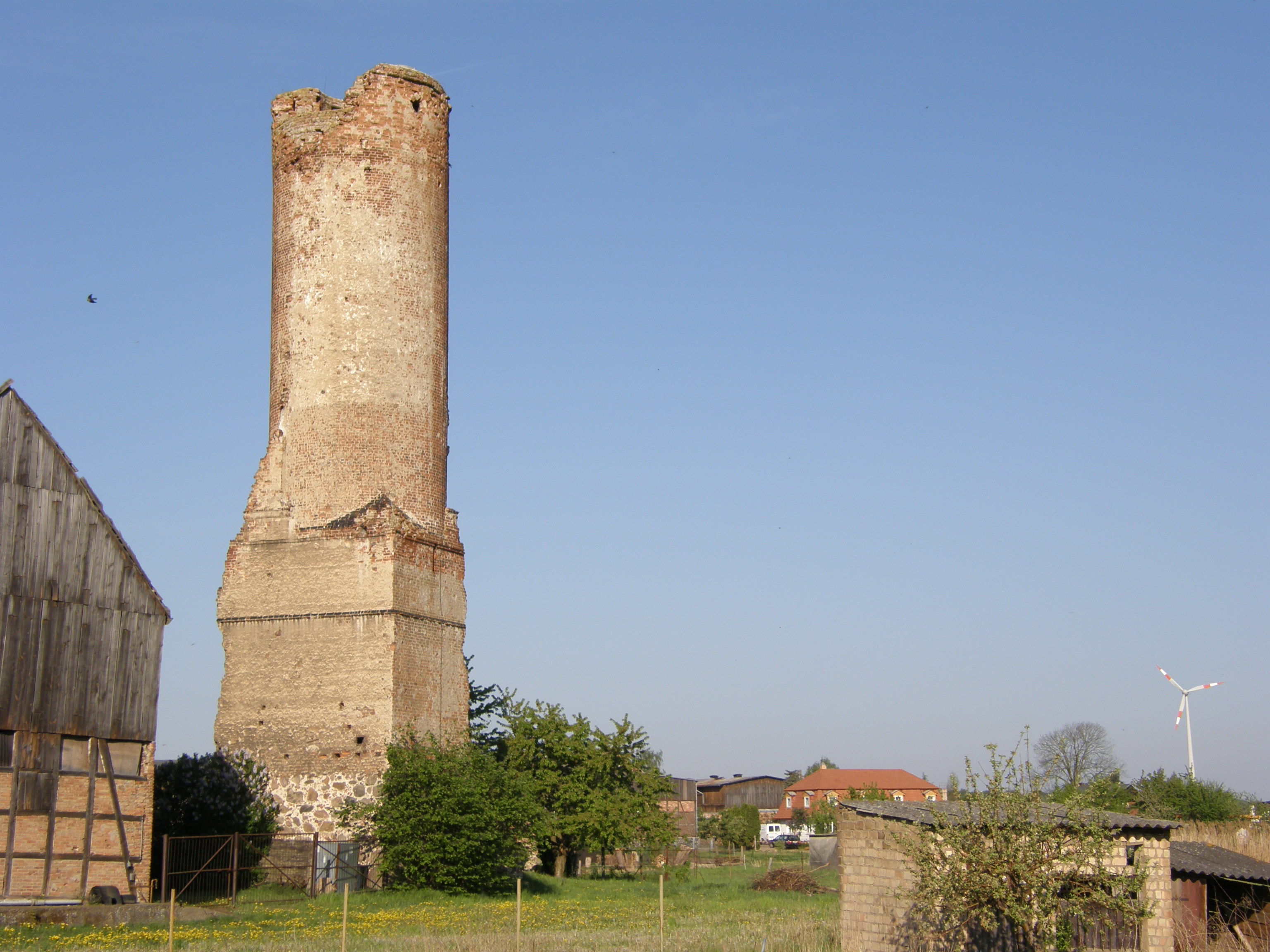
Wieża zamkowa
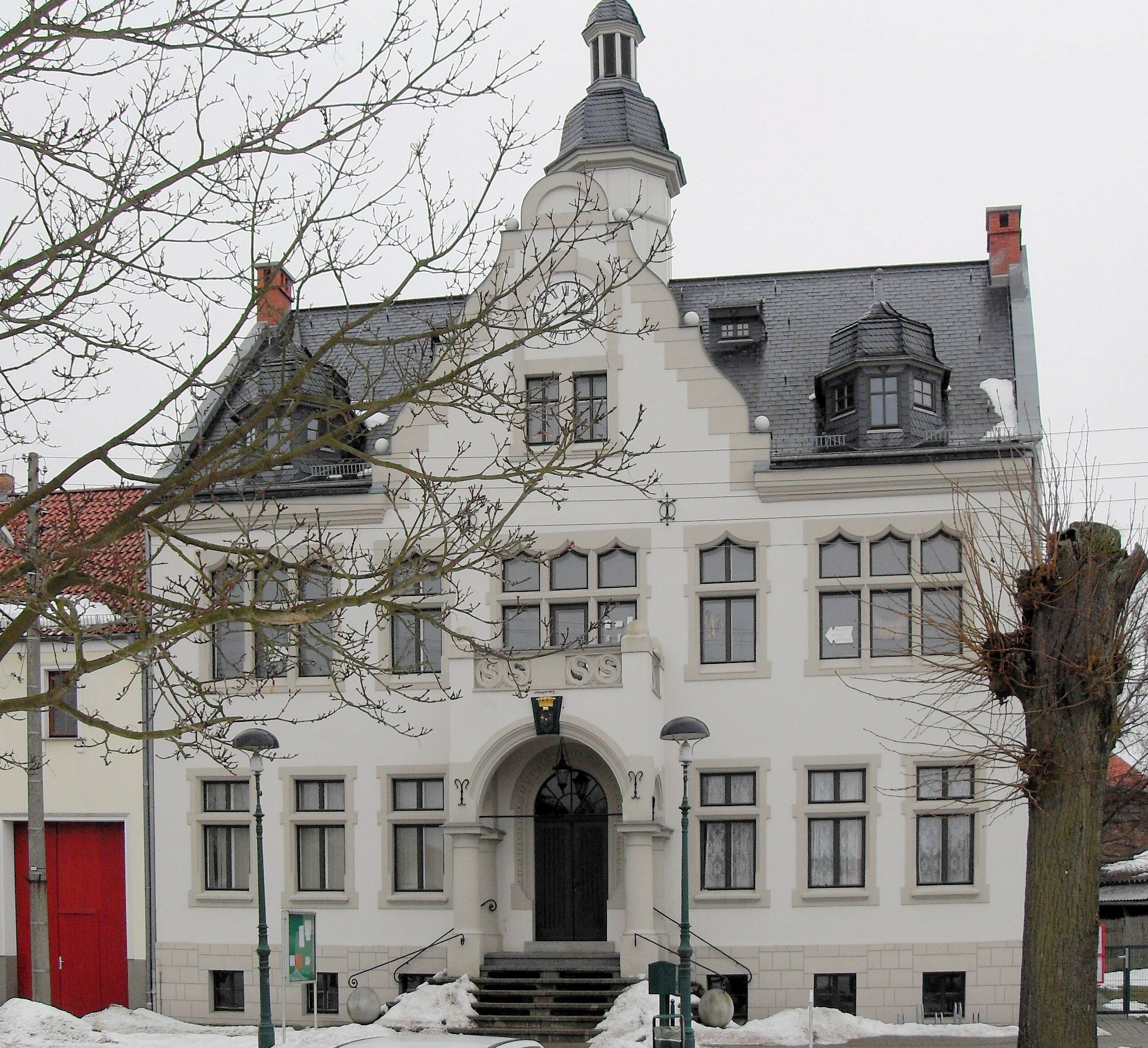
Ratusz
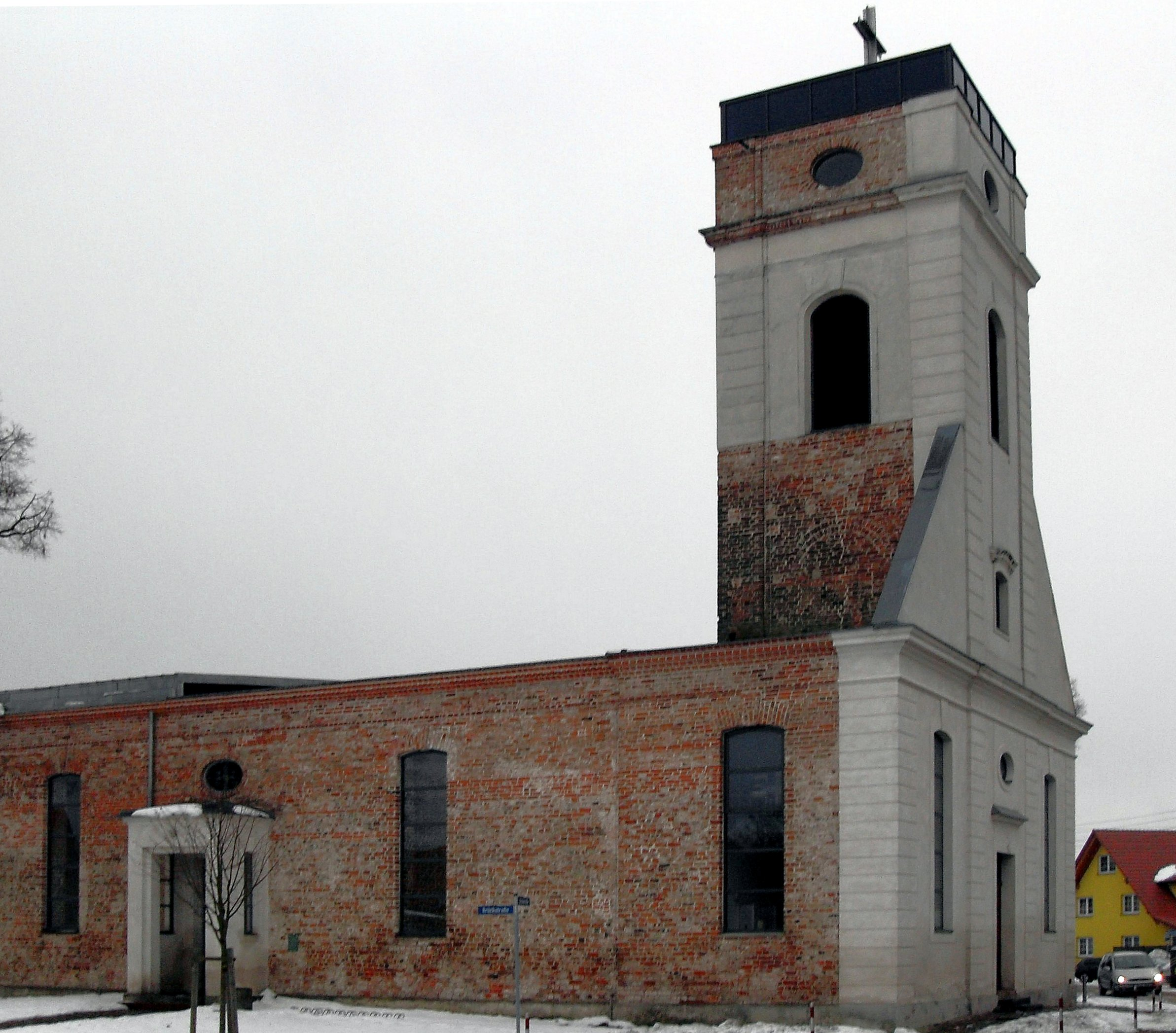
Kościół św. Krzyża
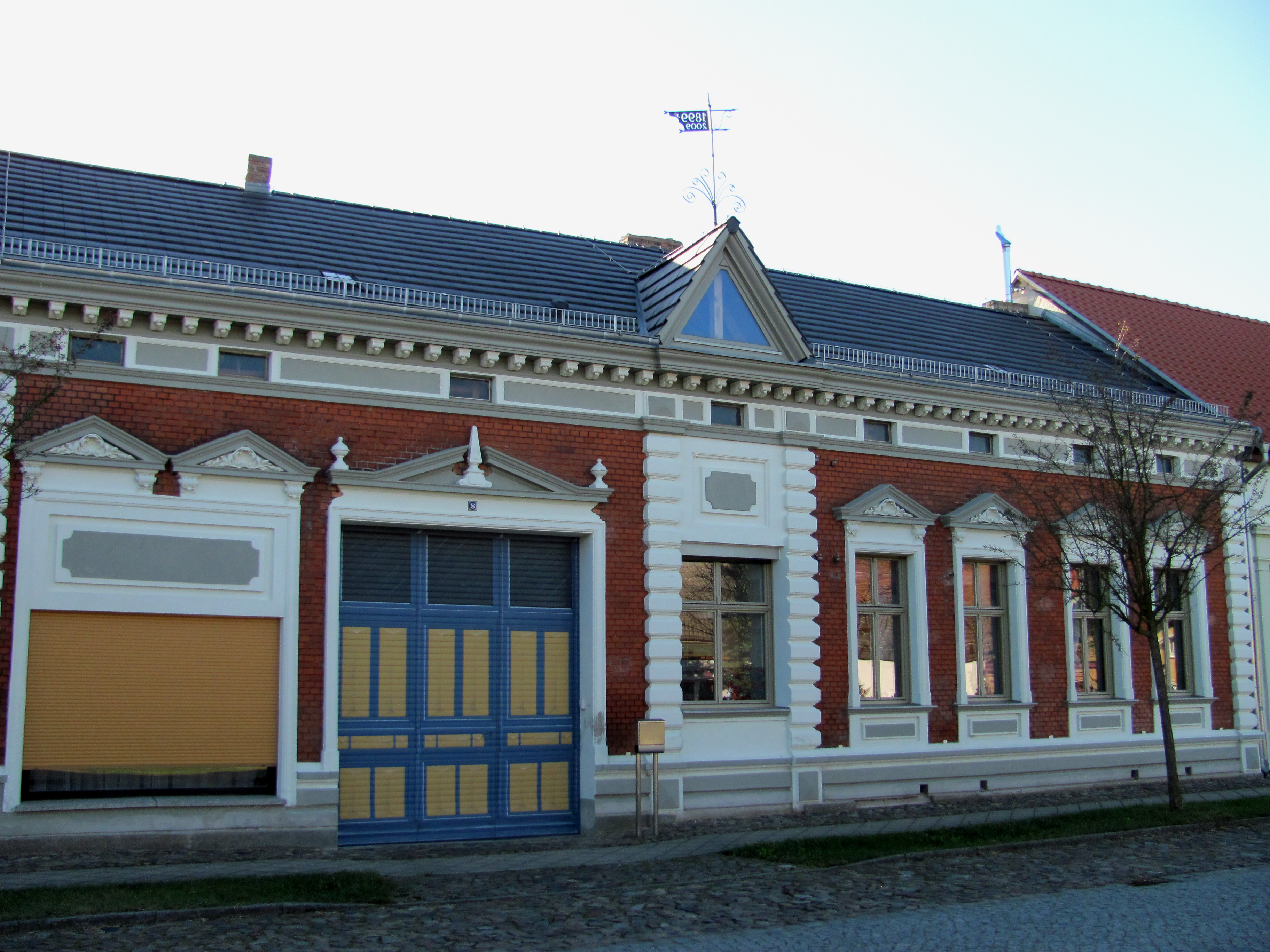
Dom handlowy